# Stanisław Rittel
Stanisław Rittel - c. k. urzędnik.
Pochodził z rodziny żydowskiej we Lwowie. Początkowo był koncypientem adwokackim. Następnie został sekretarzen Izby Przemysłowo-Handlowej w Brodach. Został zastępcą burmistrza tego miasta. W 1904 na jego wniosek rada miejska przyjęła uchwałę o skasowaniu języka niemieckiego jako wykładowego w miejscowym K. K. Gimnazjum im. Rudolfa. Poseł do Sejmu Krajowego Galicji IX i X kadencji (1908-1914).